# Giro della Provincia di Lucca
Il Giro della Provincia di Lucca era una corsa in linea maschile di ciclismo su strada, che si svolse nella provincia di Lucca, in Italia, dal 1999 al 2006.

## Storia
Nata come corsa a tappe in sostituzione del Giro di Puglia, fino al 2004 rimase tale e fu classificata come 2.3 poi, nelle sue due ultime edizioni disputate finora, diventò evento in linea e venne inserita nel calendario dell'UCI Europe Tour come classe 1.1.
Il primo vincitore è stato Paolo Bettini, mentre Alessandro Petacchi è l'unico ad aver vinto la corsa due volte.

## Albo d'oro
Aggiornato all'edizione 2006.
| Anno | Vincitore            | Secondo            | Terzo                |
| ---- | -------------------- | ------------------ | -------------------- |
| 1999 | Paolo Bettini        | Davide Rebellin    | Raimondas Rumšas     |
| 2000 | Alessandro Petacchi  | Cristian Gasperoni | Alessandro Bertolini |
| 2001 | Mario Aerts          | Piotr Wadecki      | Ludovic Turpin       |
| 2002 | Fabiano Fontanelli   | Markus Zberg       | Richard Virenque     |
| 2003 | Óscar Freire         | Pietro Caucchioli  | José Iván Gutiérrez  |
| 2004 | Alessandro Bertolini | Thomas Ziegler     | Matteo Tosatto       |
| 2005 | Mario Cipollini      | Paride Grillo      | Alessandro Petacchi  |
| 2006 | Alessandro Petacchi  | Claudio Corioni    | Erik Zabel           |